# Cantone di Saint-Sauveur
Il Cantone di Saint-Sauveur era una divisione amministrativa dell'arrondissement di Lure.
A seguito della riforma approvata con decreto del 17 febbraio 2014, che ha avuto attuazione dopo le elezioni dipartimentali del 2015, è stato soppresso.

## Composizione
Comprendeva i comuni di:
- Ailloncourt
- Baudoncourt
- Breuches
- Breuchotte
- Brotte-lès-Luxeuil
- La Chapelle-lès-Luxeuil
- La Corbière
- Citers
- Dambenoît-lès-Colombe
- Éhuns
- Esboz-Brest
- Froideconche
- Lantenot
- Linexert
- Magnivray
- Ormoiche
- Rignovelle
- Sainte-Marie-en-Chaux
- Saint-Sauveur
- Visoncourt